# Skeggles Water Dyke
Der Skeggles Water Dyke ist ein Wasserlauf im Lake District, Cumbria, England.
Der Skeggles Water Dyke entsteht als Abfluss des Skeggles Water an dessen Südende. Er fließt in südwestlicher Richtung. Nördlich des Staveley Head Fell teilt sich der Wasserlauf und bildet dann mit verschiedenen unbenannten kleinen Zuflüssen den Hall Beck.